# سيد دايموند
سيد دايموند (بالإنجليزية: Young Sid)‏ هو موسيقي نيوزلندي، ولد في 7 يوليو 1986.

## وصلات خارجية
- سيد دايموند على موقع ميوزك برينز (الإنجليزية)
- سيد دايموند على موقع أول ميوزيك (الإنجليزية)
- سيد دايموند على موقع ديسكوغز (الإنجليزية)